# Lenco (Marke)
Lenco ist eine Marke für Audio- und Videogeräte, die seit 2015 dem niederländischen Konzern Commaxx International NV gehört. Ursprünglich wurde sie zwischen 1946 und 1977 vom Schweizer Plattenspielerhersteller Lenco AG verwendet.

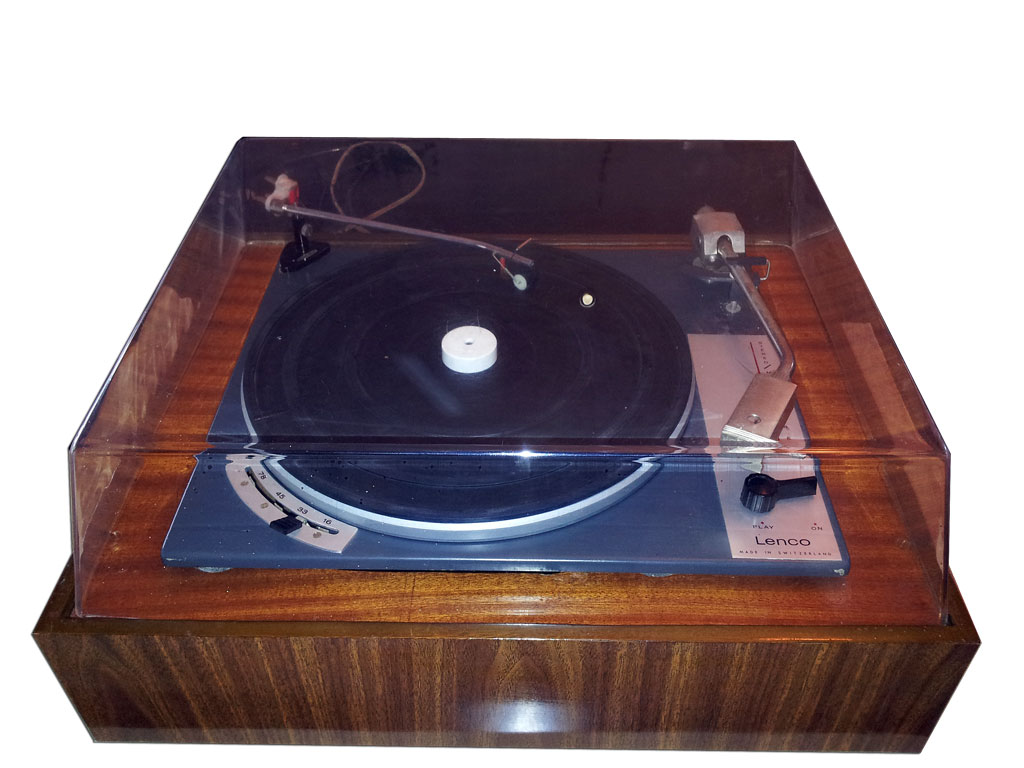
Plattenspieler Lenco L70

Die Lenco AG wurde 1946 von Fritz und Marie Laeng in Burgdorf im Schweizer Kanton Bern gegründet. Das Unternehmen produzierte zunächst verschiedene Haushaltsprodukte, bevor es 1949 seinen ersten Plattenspieler auf den Markt brachte. In seinem Burgdorfer Stammwerk waren bis zu 400 Mitarbeiter beschäftigt. Daneben gab es Werke in Steg im Kanton Wallis mit 150 Mitarbeitern und im italienischen Osimo mit 700 Mitarbeitern. Das wohl bekannteste Produkt war der 1967 auf den Markt gebrachte Plattenspieler Lenco L 75, der neben den vier Laufgeschwindigkeiten 16, 33 ⅓, 45, 78 U/min (letzteres für Schellackplatten) zusätzlich von 30–86 U/min stufenlos einstellbar war (weshalb er u. a. in Tanzschulen und Diskotheken zum Einsatz kam), der – oft in nachträglich modifizierter Form – vielfach auch nach mehr als 50 Jahren noch läuft.
1977 ging die Lenco AG in die Insolvenz. Als Nachfolgefirma übernahm die Lenco Audio AG bis 1983 Reparatur und Service für Lenco-Geräte.
Der Markenname Lenco wurde 1984 von der Horst Neugebauer KG aus Lahr erworben und für eine breite Palette von Audio-Produkten verwendet. 1997 wurde die Marke von der Lenco STL Group aus Venlo übernommen und hauptsächlich für aus Südostasien importierte Produkte verwendet. 2015 wurde dieses Unternehmen von Commaxx International NV gekauft. Seitdem wird die Marke auf verschiedenen Audio- und Videogeräten angebracht, einschließlich Internet- und DAB+-Radios, DVD-Spielern, Fernsehgeräten und Plattenspielern.